# Basel Adra
Basel Adra (arabe : باسل عدرا) ou Al-Adra (arabe : باسل العدرا), né le 13 juin 1996 à At-Tuwani en Cisjordanie, est un réalisateur, avocat et journaliste palestinien. Il a documenté les tentatives de Tsahal (Forces de défense israéliennes) d'expulser les villageois palestiniens de la Cisjordanie occupée (en) et les violences commises par les colons israéliens,.

## No Other Land
Basel Adra a coécrit et coréalisé le documentaire No Other Land (2024) avec le journaliste d'investigation israélien Yuval Abraham et les activistes Hamdan Ballal et Rachel Szor. Le film montre la situation critique de la communauté assiégée de Masafer Yatta, en Cisjordanie occupée, où il a grandi, et montre les forces israéliennes en train de démolir des maisons et d'expulser de force des familles qui y vivent depuis des générations, revendiquant la terre à des fins d'entraînement militaire,. Présenté pour la première fois à la Berlinale 2024 il remporte le prix du meilleur documentaire. En 2025, le film remporte l'Oscar du meilleur film documentaire, faisant de Basel Adra le premier cinéaste palestinien à remporter un Oscar.